# Crveni pauk
Crveni pauk (ili crveni voćni pauk - lat. Panonychus ulmi) je napasnik na biljkama (vinovoj lozi, jabuci, kruški kao i drugom voću) koji se golim okom gotovo ne može uočiti.

## Biologija
Vrsta prezimljuje u stadiju jajašca na stablima voćki. U proljeće izlaze iz jaja i od svibnja odnosno lipnja pojavljuju se spolno zrele životinje i ljetna jajašca. Ženka polaže oko 20-40 jaja tjedno. Godišnje se smijeni 5 do 7 generacija. Na vinovoj lozi ženka prezimljuje u području zimskog pupa. Velike su 0,5 mm, imaju boju opeke, a na leđima nose karakteristične bijele dlačice.

## Opis
Dug je svega 0,5 mm. Boje su mu crvena, zelenožuta, žuta i narančasta. Čini štetu sisanjem, najčešće s donje strane lista. Niska vlažnost zraka pogodna je za širenje crvenog pauka.

## Štetnost
Crveni pauk kao štetnik koji može prouzročiti značajnije štete na krastavcima u uzgoju u zaštićenim prostorima, prošle godine ekonomski značajne štete nanio je i krastavcima u uzgoju na otvorenom. Razlogom su bile izrazito visoke temperature tijekom lipnja kada je u kontinentalnim područjima i više od desetak dana bilo s temperaturama višim od 30 °C. Crveni pauk grinja je gotovo prozirnog tijela koju mijenjaja ovisno o biljci kojom se hrani. Nalaze se na naličju lista gdje hraneći se uzrokuje pojavu klorotičnih žučkastih ili srebrenastih pjega između nervature lista. Jačanjem zaraze pjege se šire uzrokujući sušenje listova. 

## Suzbijanje
Suzbijati se može akaricidima kao što su Appolo 50 EC u koncentraciji 0,05% ili insekticidima akaricidnog djelovanja kao što je Talstar 10 EC u koncentraciji 0,03%. Karenca navedenih sredstava je 7 dana.

## Vanjske poveznice
|  | Zajednički poslužitelj ima još gradiva o temi Panonychus ulmi |
|  | Wikivrste imaju podatke o taksonu Panonychus ulmi             |